# Jalšové
Jalšové est un village de Slovaquie situé dans la région de Trnava.

## Histoire
Première mention écrite du village en 1352.

## Démographie

### Évolution de la population
| Année:               | 1994. | 2004.   | 2014.   | 2024.  |
| -------------------- | ----- | ------- | ------- | ------ |
| Nombre de personnes: | 470   | 469     | 500     | 473    |
| Différence:          |       | -0,21 % | +6,60 % | -5,4 % |

| Année:               | 2023. | 2024.   |
| -------------------- | ----- | ------- |
| Nombre de personnes: | 479   | 473     |
| Différence:          |       | -1,25 % |